# Elophos zirbitzensis
Elophos zirbitzensis är en fjärilsart som beskrevs av Pieszezek 1902. Elophos zirbitzensis ingår i släktet Elophos och familjen mätare. Inga underarter finns listade i Catalogue of Life.